# Бибик Світлана Павлівна
Світла́на Па́влівна Би́бик — українська мовознавиця. Докторка філологічних наук (2014 р.). Провідна наукова співробітниця (2015 р.), професорка (2015 р.), член-кореспондент НАН України (2025 р.).

## Біографія
Світлана Павлівна Бибик народилася 12 серпня 1968 р. у м. Брянка Луганської (Ворошиловградської) області. Філологічну освіту здобула у Ворошиловградському державному педагогічному інституті ім. Тараса Шевченка (нині — Луганський національний університет ім. Тараса Шевченка) (1989 р.). Навчалася в аспірантурі Інституту української мови НАН України (1991—1994 рр.). З 1994 року — співробітниця відділу стилістики та культури мови Інституту української мови.

## Наукові інтереси
Досліджує питання історичної стилістики (взаємодія категорій розмовності та оповідності, мови прози (індивідуальний стиль письменників), народнорозмовність, розмовна стилема, розмовність, оповідність), культури мови, лексичної семантики (діалектне слово, побутова лексика, розмовна лексика).

## Публікації
Авторка монографій: "Оповідність в українській художній прозі» (2010 р.), «Усна літературна мова в українській культурі повсякдення» (2013 р.). Співавтор словників, довідників: «Словник епітетів української мови» (1998 р.), «Універсальний довідник-практикум з ділових паперів» (1998 р.), «Українська мова: короткий тлумачний словник лінгвістичних термінів» (2001 р.), «Довідника з культури мови» (2005 р.), «Ділові документи та правові папери: Листи, протоколи, заяви, договори, угоди» (2005 р.), «Словник іншомовних слів: Тлумачення, словотворення та слововживання» (2005 р.), «Українська лінгвостилістика XX – початку XXI ст.: система понять і бібліографічні джерела» (2007 р.) — проєкт відділу стилістики та культури мови Інституту української мови НАН України (виконавці — С. Я. Єрмоленко (керівник), С. П. Бибик, Т. А. Коць, Г. М. Сюта, С. Г. Чемеркін та ін.), колективних монографій «Літературна норма і мовна практика» (2013 р.), Communicative-pragmatic, normative and functional parameters of the professional discourse: collective monograph / ed. M.Mamych. Lviv-Toruń : Liha-Pres, 2021. P. 17 – 28. http://catalog.liha-pres.eu/index.php/liha-pres/catalog/view/133/1533/3705-1 ; Лінгвософія українських текстів ХХІ століття: колективна монографія. [С.Я. Єрмоленко, С.П. Бибик, А.Ю. Ганжа, Т.А. Коць, Г.М. Сюта]. Київ: Інститут української мови НАН України, 2023. 530 с. https://iul-nasu.org.ua/wp-content/uploads/2024/10/Lingvosofiya-2023-.pdf.; 